# StrawberryNet
StrawberryNet – це мережа румунських неурядових організацій, спрямована на просування «захисту навколишнього середовища, сталого розвитку, демократії та прав людини» в Румунії, використовуючи електронні телекомунікації та ІКТ (інформаційні та комунікаційні технології).
Він організований як самокоординаційний орган НУО, що надають або використовують інформаційно-комунікаційні послуги. З юридичної точки зору, це фундамент .
У недавньому минулому (2003–2004 рр.) StrawberryNet брала участь у підтримці вебсайту, який давав право голосу жителям історичного та мальовничого румунського села, приблизно в 400 км на північ від Бухареста, що постраждали від видобутку .
Тоді компанія Roșia Montană Gold Corporation зі штаб-квартирою в Канаді планувала подати до суду неприбуткову організацію Alburnus Maior , щоб не дозволити їй опублікувати свій вебсайт rosiamontana.org [Архівовано 2 лютого 2007 у Wayback Machine.] .
Roșia Montană Gold Corporation передбачала проведення найбільшої в Європі розробки відкритих видобутків у цьому районі, хоча це означатиме вимушене переселення понад 2000 осіб та потенційне знищення унікальної археологічної та природної пам’ятки.
Для мешканців села вебсайт дав голос розповісти світові про їхню опозицію до видобутку. StrawberryNet приховала хартію прав в Інтернеті, щоб встановити, що канадсько-румунська гірничодобувна корпорація порушує право на спілкування та свободу вираження поглядів та обміну інформацією, подав до суду на промоутера сайту rosiamontana.org [Архівовано 2 лютого 2007 у Wayback Machine.] . Roșia Montană Gold Corporation є спільним підприємством між румунською державною компанією Minvest та компанією Gabriel Resources , зареєстрованою в Торонто та офшорно на Барбадосі та Джерсі (остання компанія була заснована серійним підприємцем і засудженим торговцем героїном Френком Тиміш. [Архівовано 5 листопада 2021 у Wayback Machine.])